# Клара Галле
Клара Галле (ісп. Clara Galle; нар. 15 квітня 2002, Памплона, Іспанія) — іспанська акторка кіно і телебачення.

## Біографія
Клара Галле народилася 15 квітня 2002 року у Памплоні. Закінчила Plaza de la Cruz Institute. 

## Вибрана фільмографія

### Телебачення
| Рік       |   | Українська назва | Оригінальна назва | Роль             |
| --------- | - | ---------------- | ----------------- | ---------------- |
| 2024—2024 | с | Жодна віднині    | ісп. Ni una más   | Грета / 8 серій8 |